# کاتالیست فارما
کاتالیست فارما (انگلیسی: Catalyst Pharma) شرکت داروسازی آمریکایی است، که در سال ۲۰۰۲ تأسیس شد.